# Nguyễn Nghi (bảng nhãn)
Nguyễn Nghi (chữ Hán: 阮沂; 1577-1664) là một danh sĩ và đại thần thời Hậu Lê. Ông từng đỗ Bảng nhãn khoa thi năm Đinh Sửu 1637 đời vua Lê Thần Tông, khi đã ngoài 60 tuổi, được ghi nhận là người cao tuổi nhất đỗ học vị Bảng nhãn trong lịch sử khoa bảng Việt Nam.

## Thân thế sự nghiệp
Ông nguyên quán tại làng Tòng Hóa, huyện Thanh Lâm (nay thuộc Đoàn Kết, Thanh Miện, Hải Dương), trú quán tại xã Kim Thanh, huyện Vũ Tiên (nay là Tiền Phong, thành phố Thái Bình).
Tháng 10 (âm lịch) năm Đinh Sửu niên hiệu Dương Hòa năm thứ 3 (1637), ông thi Hội đỗ Tiến sĩ. Vào thi Đình, vua Lê Thần Tông thân ra đề, lấy Nguyễn Xuân Chính, Nguyễn Nghi, Nguyễn Thế Khanh đỗ Tam khôi. Ba người: Trạng nguyên Nguyễn Xuân Chính 50 tuổi, Bảng nhãn Nguyễn Nghi 61 tuổi, Thám hoa Nguyễn Thế Khanh 37 tuổi; được xem là khoa thi có Tam khôi cao tuổi nhất trong lịch sử Khoa bảng Việt Nam.
Sau khi thi đỗ, ông được triều đình bổ dụng, làm quan đến bậc Thừa chính sứ, Tả thị lang. Sau khi qua đời, ông được truy tặng chức Thượng Thư.
Ở Tòng Hóa có dòng họ Nguyễn Văn là hậu duệ của ông, trưởng tộc là anh Nguyễn Văn Phẩm